# Ligne Midōsuji
La ligne Midōsuji (御堂筋線, Midōsuji-sen) est une ligne du métro d'Osaka au Japon exploitée par la compagnie privée Osaka Metro depuis le 1er avril 2018. La ligne était auparavant exploitée par le Bureau municipal des transports d'Osaka.
Desservant plusieurs centres et gares majeurs, elle est la ligne de métro la plus fréquentée d'Osaka, avec plus de 1,2 million de passagers transportés par jour. La ligne Midōsuji se termine au nord à la station Esaka, mais la voie et le service continuent de manière transparente sur la ligne Kitakyu Namboku. Sa couleur est rouge, et elle est identifiée avec la lettre M.

## Étymologie
Le nom de la ligne Midōsuji provient du boulevard Midōsuji sous lequel est creusé le tronçon central de la ligne.
En japonais la ligne Midōsuji est dite Midōsuji-sen, et s'écrit 御堂筋線 ou みどうすじせん respectivement en kanjis ou hiraganas, signifiant littéralement ligne du boulevard du temple
honorable.
Quand cette ligne appartenait au réseau du métro municipal de la ville d'Osaka, son nom formel était Osaka-shiei chikatestu Midōsuji-sen, 大阪市営地下鉄御堂筋線 ou おおさかしえいちかてつみどうすじせん. Son nom formel actuel est Osaka-shi kōsoku denki kidō Midōsuji-sen, 大阪市高速電気軌道御堂筋線 ou おおさかしこうそくでんききどうみどうすじせん.

## Historique

### Origine
La ligne Midōsuji a été la première ligne de métro construite à Osaka, ainsi que la première ligne de métro japonaise à être opérée par un organisme public.
La construction de la ligne a été confiée en grande partie à des personnes sans-emploi afin de réduire le chômage élevé à cette époque. Ainsi le tunnel reliant Umeda à Shinsaibashi a été creusé entièrement à la main.

### Chronologie
- 20 mai 1933 : Ouverture d'un premier tronçon de 3,1 kilomètres entre les stations Umeda et Shinsaibashi.
- 6 octobre 1935 : Ouverture de la station Umeda définitive.
- 30 octobre 1935 : Prolongement au sud entre les stations Shinsaibashi et Namba
- 21 avril 1938 : Prolongement au sud entre les stations Namba et Tennōji
- 13 et 14 mars 1945 : Interruption des travaux après les dégâts du raid aérien des forces armées américaines sur Osaka
- 20 décembre 1951 : Prolongement au sud entre les stations Tennōji et Shōwachō
- 5 octobre 1952 : Prolongement au sud entre les stations Shōwachō et Nishitanabe
- 1er juillet 1960 : Prolongement au sud entre les stations Nishitanabe et Abiko
- 1er septembre 1964 : Prolongement au nord entre les stations d'Umeda et de Shin-Osaka
- 24 février 1970 : Prolongement au nord entre les stations Shin-Osaka et Esaka, mise en service du dispositif ATS (arrêt d'urgence automatique du train) sur l'ensemble de la ligne
- 1er avril 1971 : Mise en service du poste de commande central de la ligne
- 18 avril 1987 : Prolongement au sud entre les stations Abiko et Nakamozu
- 1993 : Toutes les rames en circulation sont climatisées
- 31 décembre 1993 : Premier service continu pendant la nuit du nouvel an
- 1er septembre 1996 : Toutes les trains sont composés par 10 voitures
- 11 novembre 2002 : Instauration des voitures réservées aux femmes durant les heures de pointe
- 10 décembre 2011 : Début de circulation des trains de série 30000.
- 1er avril 2018 : La ligne est transférée du Bureau municipal des transports d'Osaka à la compagnie privée Osaka Metro.
- décembre 2018: Osaka Metro annonce que 15 gares de la ligne Midosuji et de la ligne Chuo seront rénovées pour l'exposition universelle de 2025; 30 milliards de yens sont affectés à ce projet[2].

## Caractéristiques techniques

### Ligne
- Longueur : 24,5 km
- Écartement : 1 435 mm
- Alimentation : 750 V par troisième rail
- Vitesse maximale : 70 km/h

### Tracé
|  |

### Interconnexion
À Esaka, la ligne est interconnectée avec la ligne Kitakyu Namboku pour des services jusqu'à la gare de Minoh-kayano.

### Liste des stations
La ligne Midōsuji comporte 20 stations, identifiées de M11 à C30.
| Numéro | Station                  | Nom japonais | Distance (km) | Correspondances | Ville               |
| ------ | ------------------------ | ------------ | ------------- | --- | ------------------- |
| M11    | Esaka                    | 江坂         | 0             | Kitakyu : Namboku (interconnexion) | Suita               |
| M12    | Higashi-Mikuni           | 東三国       | 2,0           | | Yodogawa-ku, Osaka  |
| M13    | Shin-Osaka               | 新大阪       | 2,9           | JR Central : Shinkansen Tōkaidō JR West : Shinkansen Sanyō, JR Kyoto, Osaka Higashi | Yodogawa-ku, Osaka  |
| M14    | Nishinakajima-Minamigata | 西中島南方   | 3,9           | Hankyu : Kyoto (à Minamikata) | Yodogawa-ku, Osaka  |
| M15    | Nakatsu                  | 中津         | 5,4           | | Kita-ku, Osaka      |
| M16    | Umeda                    | 梅田         | 6,4           | Métro d'Osaka : Tanimachi (à Higashi-Umeda), Yotsubashi (à Nishi-Umeda) Hanshin : Hanshin Hankyu : Kyoto, Kobe, Takarazuka JR West : Ligne circulaire d'Osaka, JR Kyoto, JR Kobe, JR Takarazuka (à Osaka), JR Tōzai (à Kitashinchi) | Kita-ku, Osaka      |
| M17    | Yodoyabashi              | 淀屋橋       | 7,7           | Keihan : Keihan | Chuō-ku, Osaka      |
| M18    | Honmachi                 | 本町         | 8,6           | Métro d'Osaka : Chūō , Yotsubashi | Chuō-ku, Osaka      |
| M19    | Shinsaibashi             | 心斎橋       | 9,6           | Métro d'Osaka : Nagahori Tsurumi-ryokuchi , Yotsubashi (à Yotsubashi) | Chuō-ku, Osaka      |
| M20    | Namba                    | なんば       | 10,5          | Métro d'Osaka : Sennichimae, Yotsubashi Nankai : Nankai, Kōya Hanshin : Namba (à Osaka-Namba) Kintetsu : Namba (à Osaka-Namba) JR West : Yamatoji (à JR Namba)                                                                      | Chuō-ku, Osaka      |
| M21    | Daikokucho               | 大国町       | 11,7          | Métro d'Osaka : Yotsubashi | Naniwa-ku, Osaka    |
| M22    | Dobutsuen-mae            | 動物園前     | 12,9          | Métro d'Osaka : Sakaisuji Nankai : Nankai, Kōya (à Shin-Imamiya) JR West : Ligne circulaire d'Osaka, Yamatoji (à Shin-Imamiya) Tramway d'Osaka : Hankai (à Minami-Kasumicho)                                                        | Nishinari-ku, Osaka |
| M23    | Tennoji                  | 天王寺       | 13,9          | Métro d'Osaka : Tanimachi JR West : Ligne circulaire d'Osaka, Yamatoji, Hanwa Kintetsu : Minami Osaka (à Osaka-Abenobashi) Tramway d'Osaka : Uemachi                                                                                | Abeno-ku, Osaka     |
| M24    | Showacho                 | 昭和町       | 15,7          | | Abeno-ku, Osaka     |
| M25    | Nishitanabe              | 西田辺       | 17,0          | | Abeno-ku, Osaka     |
| M26    | Nagai                    | 長居         | 18,3          | JR West : Hanwa | Sumiyoshi-ku, Osaka |
| M27    | Abiko                    | あびこ       | 19,5          | | Sumiyoshi-ku, Osaka |
| M28    | Kitahanada               | 北花田       | 21,4          | | Kita-ku, Sakai      |
| M29    | Shinkanaoka              | 新金岡       | 23,0          | | Kita-ku, Sakai      |
| M30    | Nakamozu                 | なかもず     | 24,5          | Nankai : Kōya, Semboku | Kita-ku, Sakai      |

## Matériel roulant

### Matériel roulant en service
Quatre types de rames de métro circulent sur la ligne Midōsuji, les rames sont organisées en formation de 10 voitures.
| Série | Livraison   | Constructeur                                                                           | Nombre de rames | Nombre de voitures par rame | Photo |
| ----- | ----------- | -------------------------------------------------------------------------------------- | --------------- | --------------------------- | ----- |
| 20    | 1984 - 1998 | Hitachi, Kawasaki Hevay Industries, Kinki Sharyo, Nippon Sharyo, Tokyu Car Corporation | 105             | 10                          |       |
| 30000 | 2008 - 2023 | Kawasaki Hevay Industries, Kinki Sharyo                                                | 45              | 10                          |       |

La ligne est également parcourue par les trains de la compagnie Kita-Osaka Kyuko Railway.
| Série | Livraison   | Constructeur | Nombre de rames | Nombre de voitures par rame | Photo |
| ----- | ----------- | ------------ | --------------- | --------------------------- | ----- |
| 8000  | 1986 - 1996 | Alna Kōki    | 7               | 10                          |       |
| 9000  | 2014 - 2023 | Kinki Sharyo | 6               | 10                          |       |

### Matériel roulant retiré du service
| Série | Livraison   | Suppression | Constructeur                                                                           | Nombre de rames | Nombre de voitures par rame | Photo |
| ----- | ----------- | ----------- | -------------------------------------------------------------------------------------- | --------------- | --------------------------- | ----- |
| 100   | 1933        | 1969        | Kawasaki Hevay Industries, Kinki Sharyo, Nippon Sharyo, Kisha Seizo                    | 10              |                             |       |
| 200   | 1935 - 1936 | 1969        | Kawasaki Hevay Industries, Nippon Sharyo                                               | 13              |                             |       |
| 300   | 1938        | 1969        | Nippon Sharyo                                                                          | 16              |                             |       |
| 400   | 1943        | 1969        | Kisha Seizo                                                                            | 6               |                             |       |
| 500   | 1949        | 1969        | Kisha Seizo                                                                            | 10              |                             |       |
| 600   | 1951 - 1952 | 1969        | Kawasaki Hevay Industries, Kinki Sharyo                                                | 6               | 2                           |       |
| 1000  | 1958        | 1969        | Kawasaki Hevay Industries, Kinki Sharyo, Nippon Sharyo                                 | 23              | 2                           |       |
| 1100  | 1957        | 1969        | Hitachi, Kawasaki Hevay Industries, Kinki Sharyo, Nippon Sharyo                        | 23              | 4                           |       |
| 1200  | 1958        | 1969        | Hitachi, Kawasaki Hevay Industries, Kinki Sharyo, Nippon Sharyo                        |                 | 4                           |       |
| 5000  | 1960        | 1969        | Kawasaki Hevay Industries, Kinki Sharyo, Nippon Sharyo, Tokyu Car Corporation          | 47              | 4                           |       |
| 30    | 1967 - 1984 | 1991 - 1993 | Hitachi, Kawasaki Hevay Industries, Kinki Sharyo, Nippon Sharyo, Tokyu Car Corporation | 15              | 8 à 9                       |       |
| 10    | 1975 - 1989 | 2014 - 2022 | Hitachi, Kawasaki Hevay Industries, Kinki Sharyo, Nippon Sharyo, Tokyu Car Corporation | 26              | 8 à 10                      |       |